# Josep Liñán i Pla
Josep Liñán i Pla (Balaguer, 2 d'abril de 1922 - Benidorm, 27 d'agost de 2011) va ser un religiós català, persona destacada dins les Escoles Pies.
Va ingressar a l'Escola Pia el 1939, en la qual va tenir diferents responsabilitats al llarg de molts anys. Rector del Col·legi de Santa Anna de Mataró (1958-1961), després va ser provincial de l'Escola Pia de Catalunya en dos períodes seguits de tres anys cadascun, secretari provincial, vicari provincial de Mèxic (des d'on va fer alguna visita a Cuba) i rector de l'Escola Teologal de Joves a Salamanca. S'havia dedicat els darrers anys a l'Escola de Pares, en la revista de la qual col·laborava regularment. Va morir el 27 d'agost de 2011 a Benidorm a l'edat de 89 anys.
Impulsor de l'Arxiu Provincial de l'Escola Pia de Catalunya (APEPC), on gràcies a ell, s'aconseguí, entre d'altres, l'arxiu del P. Francesc Cubells, enviat des de Mèxic.

## Publicacions
- Liñan, Josep. Jaume Bayó: escolapi a qui l'amor a la veritat va fer lliure. Barcelona: [s.n.], 2010
- Liñan i Pla, Josep. El Germà Peralba : Vida i obra d'un escolapi, pedagog, autodidàcte i artista temperamental. Barcelona : Escola Pia de Catalunya, 1993
- Josep Liñan. Consueta Memoria Patris Iosephi Almirall i Andreu... a: Ephemerides Calasanctianae, a.LXXIV, núm. 6, 2005. p. 374-376.